# في شوق
في شوق هو ألبوم الاستوديو الأول للمغنية اللبنانية ليال عبود. بدأ التسجيل في 13 أكتوبر 2007 ، وصدر في 27 نوفمبر 2008. الألبوم يحتوي على مجموعة متنوعة من الألوان. أول أغنية لها، حواسي كلا، تضمنت مع إحسان المنذر ، الذي رتب مشغول بالي عليك.

## الأغاني
1. في شوق
2. حواسي كلا
3. أبوية قالي
4. مشغول بالي عليك
5. عم بحلمك
6. ون يا ون
7. تشوبي
8. قلبي يُمّا